# Ruggero Raimondi
Ruggero Raimondi (3 de Outubro de 1941) é um baixo-barítono italiano.

## Biografia

### Estudos e Carreira
Ruggero Raimondi nasceu em Bolonha, Itália. Aos quinze anos de idade fez audições para Francesco Molinari-Pradelli, que o encorajou a seguir com uma carreira operística. Começou a estudar canto com Ettore Campogalliani e foi aceito no Conservatório Giuseppe Verdi, em Milão, aos dezesseis anos. Continuou com seus estudos em Roma, sob as instruções de Teresa Pediconi e do maestro Piervenanzi. Depois de ter vencido o prêmio da Competição Nacional de Novos Cantores de Ópera em Spoleto, fez sua estréia operística na mesma cidade, no papel de Colline em La Bohème, de Giacomo Puccini no Festival dos Dois Mundos. Subsequentemente teve oportunidade de cantar no Teatro da Ópera em Roma, quando foi chamado para ser substituto no papel de Procida em I Vespri Siciliani, ele conseguiu um enorme sucesso, sendo aclamado pelo público e pela crítica. O jovem cantor era muito tímido e acanhado, mas os diretores rapidamente o ajudaram, e ele logo se tornou um ator de ópera.

## Ópera, Filme e Televisão
Em pouco tempo de carreira, Raimondi começou a se apresentar nas mais importantes e maiores casas de óperas da Itália (La Fenice em Veneza, Teatro Regio em Turim e Teatro Municipal em Florença). Também se apresentou no Fesitval Glyndebourne, se apresentando na ópera de Don Giovanni em 1969. Sua estréia no La Scala ocorreu como Timur na ópera Turandot de Giacomo Puccini em 1968. Sua estréia no Metropolitan Opera House aconteceu como Silva em Ernani no ano de 1970 e sua estréia no Covent Garden ocorreu como Fiesco em Simon Boccanegra em 1972. Em 1975 fez sua estréia na Ópera de Paris como Procida, seguido de Boris Godunov na ópera homônima. Em 1980 apresentou-se pela primeira vez no Festival de Salzburgo como Rei em Aida de Giuseppe Verdi. Em 1986 dirigiu a produção de Don Giovanni, e decidiu a continuar sua carreira como diretor. Alguns de seus papéis mais importantes são "Rei Philip" em Don Carlos (Verdi), Escamillo de Carmen (Bizet), Silva de Ernani (Verdi), Don Giovanni da ópera homônima de Mozart, Conde Almaviva em Le Nozze di Figaro (Mozart), Don Alfonso em Così Fan Tutte (Mozart), Don Quichotte na ópera homônima de Massenet e Scarpia de Tosca (Puccini).

## Gravações

### Áudio
- Boito: Mefistofele | Deutsche Grammophon | 1990
- Mozart: Don Giovanni | Sony | 2006
- Mozart: Le nozze di Figaro | Decca | 2003
- Mussorgsky: Boris Godunov | Erato | 1989
- Puccini: Turandot | Deutsche Grammophon | 1990
- Rossini: Il barbiere di Siviglia | Deutsche Grammophon | 1993
- Rossini: Il Barbiere di Siviglia (w/bonus DVD) DVD | Decca | 2005
- Rossini: Il viaggio a Reims | Deutsche Grammophon | 1990
- Rossini: La Cenerentola| Decca | 2003
- Rossini: L'italiana in Algeri | Deutsche Grammophon | 1989
- Salieri: Axur, Re d'Ormus | Deutsche Grammophon | 1986
- Verdi: Il Trovatore
- Verdi: Aida | Deutsche Grammophon | 1983
- Verdi: Aida | Deutsche Grammophon | 2005
- Verdi: Attila | Philips | 2005
- Verdi: Don Carlos | Deutsche Grammophon | 1990
- Verdi: Un ballo in maschera | Deutsche Grammophon | 1998

### TV
- 2008 : Le Sanglot des Anges, mini series directed by Jacques Otmezguine
- 2005 : Così fan tutte staged by Patrice Chéreau
- 2001 : Il turco in Italia with Cecilia Bartoli at Casa de Ópera de Zurique
- 1992 : Tosca: In the Settings and at the Times of Tosca, Directed by Brian Large (with Malfitano e Domingo)
- 1992 : Le nozze di Figaro Directed by Brian Large
- 1991 : José Carreras and Friends: Opera Recital
- 1983 : Ernani Directed by Kirk Browning (with Milnes e Pavarotti)
- 1982 : Requiem de Verdi
- 1981 : Six personnages en quête d'un chanteur by Maurice Bejart
- 1980 : Boris Godunov staged by Joseph Losey at Ópera Nacional de Paris

### Filmografia
- 2001 : Tosca por Benoît Jacquot, com Angela Gheorghiu & Roberto Alagna
- 1997 : Les couleurs du Diable por Alain Jessua
- 1989 : Boris Godounov por Andrzej Żuławski
- 1984 : Carmen por Francesco Rosi, com Plácido Domingo
- 1983 : Life is a Bed of Roses por Alain Resnais
- 1982 : La Truite por Joseph Losey
- 1979 : Don Giovanni por Joseph Losey, com José van Dam, Kiri Te Kanawa